# Август фон Дона-Лаук
Август фон Дона-Лаук (на немски: August von Dohna-Lauck; * 28 март 1729 в Райхертсвалде/Мораг, Варминско-Мазурско войводство; † 4 януари 1793 във Везел) е граф и бургграф на Дона-Лаук и пруски генерал-майор (1792) през Тридесетгодишната война.
Той е син (10-о дете от 13 деца) на граф и бургграф Адолф Кристоф фон Дона-Лаук (1683 – 1736) и Фреде-Мария фон Дона-Шлодиен (1695 – 1772), дъщеря на граф и бургграф Кристоф I фон Дона-Шлодиен (1665 – 1733) и Фреде-Мария фон Дона (1660 – 1729), дъщеря на граф Кристиан Албрехт фон Дона (1621 – 1677) и София Доротея ван Бредероде (1620 – 1678).
Братята му са Кристоф Белгикус (1715 – 1773), Йохан Фридрих (1716 – 1716), Александер (1719 – 1793), Фабиан Карл (1721 – 1761, в битка Торгау), Фридрих Вилхелм (1722 – 1788), Емил (1724 – 1747), Адолф Кристиан (1718 – 1780) и Лудвиг (1733 – 1787).
Август фон Дона-Лаук става знаменосец на 22 април 1744 г. в пруския сухопътен регимент „цу Дона-Карвинден“. На 7 март 1751 г. той се издига на „секонде-лейтенант“ и на 6 октомври 1756 г. той става „премиер-лейтенант“. През Тридесетгодишната война при Майсен той участва в обсадата на Дрезден и в други битки. На 13 април 1760 г. той става капитан и шеф на компания. След войната той става майор на 4 април 1774 г. и участва във Войната за баварското наследство. На 11 юни 1783 г. той е полковник-лейтенант и на 10 март 1783 г. командир на регимент. На 6 март 1786 г. е повишен на полковник и на 31 август 1791 г. става шеф на регимент. Той става генерал-майор на 20 май 1792 г.
Август фон Дона-Лаук умира на 4 януари 1793 г. на 63 години във Везел.

## Фамилия
Август фон Дона-Лаук се жени на 20 март 1776 г. във Везел за София Фридерика фон Будберг (* 10 септември 1752, Калбе; † 19 март 1796, Везел), дъщеря на генерал-майор Александер фон Будберг (1717 – 1802) и Йохана Елеонора фон Тилен. Те имат една дъщеря:
- Фридерика Елеонора София Хелена фон Дона-Лаук (* 1 април 1777, Везел; † 7 април 1855, Берлин), омъжена на 13 декември 1795 г. във Везел за Мориц фон Шьолер (* 3 септември 1771, Везел; † 15 март 1855, Берлин), пруски сухопътен генерал, син на генерал-майор Йохан Фридрих Вилхелм фон Шьолер (1731 – 1817) и брат на сухопътния генерал Фридрих фон Шьолер (1772 – 1840).